# Figurine féminine en forme de pagaie
Une figurine féminine en forme de pagaie ou paddle-doll est un type de figurine féminine de l'Égypte antique trouvée dans diverses tombes des sépultures de la fin de la VIe à la XIIIe dynastie à El-Assasif, Beni Hassan, Dra Abou el-Naga, Deir Rifeh et Thèbes,. La période de leur plus grande popularité semble être la fin de la XIe et le début de la XIIe dynastie.

## Forme
Les figurines sont faites de minces pièces de bois qui représentent le torse d'une femme avec des bras tronqués et sans jambes. Les cheveux épais sont représentés par de petites perles enfilées le long d'une corde, souvent fabriquée à partir de boue noire,. Le cou est souvent orné de colliers, et le torse d'un textile à motifs ou d'autres bijoux. Les seins et le triangle pubien sont peints et Morris note que « l'extraordinaire proéminence donnée au triangle pubien [...] les triangles pubiens sont la seule constante dans le répertoire iconique des poupées à pagaies ». Elles ont souvent des tatouages en forme de diamant, de divinités ou d'animaux, comme la grenouille trouvée au dos d'une figurine qui se trouve actuellement au Centre égyptien de Swansea.

## Fonction
Les égyptologues ont déterminé que les figurines représentent des membres féminins d'une troupe thébaine de chanteurs et de danseurs qui officiaient lors des cérémonies religieuses pour la déesse Hathor et qui ont peut-être été ajoutés par Nebhepetrê à son culte mortuaire royal à Deir el-Bahari. Cette affirmation est soutenue par de multiples preuves :
- L'emplacement des lieux où les figurines ont été fouillées sert de preuve à cette affirmation. La grande majorité des figurines ont été trouvées dans des sépultures thébaines[2]. La troupe d'interprètes était originaire de Thèbes, où se trouvait le culte d'Hathor.
- Les mêmes tatouages sur le corps de la prêtresse d'Hathor et ornement royal unique Amounet et sur les corps féminins retrouvés dans la même cour funéraire ont été retrouvés sur des figurines[2]. Le type exact de configurations en forme de diamant retrouvé sur le corps a été découvert dans les mêmes régions (épaules, cuisses et/ou fesses) de diverses figurines trouvées dans de multiples tombes[2].
- Il existe des parallèles entre les tenues portées par les femmes de la troupe et celles représentées sur les figurines. Un fin haut perlé, dont on sait qu'il était porté par les danseuses de la troupe, a été observé sur certaines figurines. L'exemple le plus communément trouvé est un motif en damier qui couvre le pubis[2].
- Les figurines ont été couramment trouvées près de cliquettes, l'un des instruments les plus typiques utilisés par les troupes afin de garder un rythme. De plus, les figurines ont souvent été découvertes en groupes reflétant la composition de véritables troupes de musiciens et de danseurs[2].

## Allégations antérieures
De nombreuses théorisations antérieures concernant l'utilisation des figurines ont perdu tout soutien car elles reposaient sur des hypothèses et des interprétations, tandis que les études plus récentes liant les figurines à la troupe thébaine sont soutenues par de multiples preuves et recherches. Une hypothèse écartée identifiait les artefacts comme des symboles de fertilité placés dans les sépultures pour garantir une renaissance éternelle. L'hypothèse affirmait que l'accent mis par les figurines sur les attributs féminins tels que la poitrine, les hanches et le pubis symbolisait les aspects sexuels de la régénération. Cette hypothèse reposait uniquement sur la forme de l'artefact et n'était étayée par aucune recherche.
Une autre allégation soutenait que les figurines étaient destinées à des fins similaires à celles des colliers Ménat. Les prêtresses d'Hathor honoraient la déesse Hathor en secouant les colliers Ménat, qui étaient constitués d'une longue plaque plate avec un contrepoids et de nombreux rangs de perles enfilées à l'autre extrémité. Les premières théories suggéraient que les figurines étaient destinées à faire du bruit ou utilisées comme jouets ; cependant, il est probable que les figurines n'auraient pas pu résister à des secousses vigoureuses, ce qui permet aux égyptologues d'écarter l'idée qu'elles étaient destinées à être secouées pour produire un son.